# Villeneuve-Saint-Denis
 Villeneuve-Saint-Denis  es una población y comuna francesa, en la región de Isla de Francia, departamento de Sena y Marne, en el distrito de Provins y cantón de Rozay-en-Brie.

## Demografía
| 323 | 357 | 380 | 475 | 559 | 670 |
| Para los censos de 1962 a 1999 la población legal corresponde a la población sin duplicidades (Fuente: INSEE [Consultar]) |     |     |     |     |     |